# Neuenhaus (Halver)
Neuenhaus ist eine Hofschaft von Halver im Märkischen Kreis im Regierungsbezirk Arnsberg in Nordrhein-Westfalen (Deutschland).

## Lage und Beschreibung
Neuenhaus liegt auf 366 m ü. NHN im östlichen Halver. Nachbarorte sind  Grünewald, Berge, Lingen, Bocherplatz und Husen.
Der Ort ist über eine Verbindungsstraße zwischen der Bundesstraße 229 und der Landesstraße 892 zu erreichen, die von Heesfeld nach Schmidtsiepen führt und auch Berge anbindet. Östlich von Neuenhaus erhebt sich mit 409 Meter über Normalnull der Raffelnberg. Im Ort entspringt der Neuenhauser Siepen, ein Zufluss der Hälver.

## Geschichte
Neuenhaus wurde erstmals um 1500 (weitere Nennung 1577) urkundlich erwähnt, die Entstehungszeit der Siedlung wird aber im Zeitraum zwischen 1300 und 1400 in der Folge der zweiten mittelalterlichen Rodungsperiode vermutet. Neuenhaus ist ein Abspliss von Heesfeld.
Um 1500 ist durch Urkunden belegt, dass der Hof Neuenhaus dem bergischen Amt_Beyenburg abgabenpflichtig war. Die Gerichtsbarkeit des Hofs unterstand einem extra für die bergischen Höfe im ansonsten märkisch beherrschten Kirchspiel Halver bestellten bergischem Richter, was häufig zu Streit mit dem für das Kirchspiel eigentlich zuständigen märkischen Gografen führte.
1818 lebten 18 Einwohner im Ort. 1838 gehörte Neuenhaus als Auf`m Neuenhaus der Oeckinghauser Bauerschaft innerhalb der Bürgermeisterei Halver an. Der laut der Ortschafts- und Entfernungs-Tabelle des Regierungs-Bezirks Arnsberg als Hof kategorisierte Ort besaß zu dieser Zeit zwei Wohnhäuser und zwei landwirtschaftliche Gebäude. Zu dieser Zeit lebten 15 Einwohner im Ort, allesamt evangelischen Glaubens.
Das Gemeindelexikon für die Provinz Westfalen von 1887 gibt für Auf dem Neuenhause eine Zahl von 28 Einwohnern an, die in vier Wohnhäusern lebten.